# Evenwichtsvochtgehalte
Het evenwichtsvochtgehalte is een term om een evenwicht tussen het vochtgehalte in een hygroscopische stof en zijn omgeving aan te duiden. Dit betekent dat de stof op het evenwichtspunt geen vocht meer opneemt of verliest. Het evenwicht is dynamisch: het is afhankelijk van de relatieve luchtvochtigheid van de omgeving en de temperatuur van de omgeving en de stof.